# Lettisches Alphabet
Das lettische Alphabet basiert auf dem lateinischen Alphabet und enthält zusätzliche diakritische Zeichen. 

## Die Buchstaben
Aa Āā Bb Cc Čč Dd Ee Ēē Ff Gg Ģģ Hh Ii Īī Jj Kk Ķķ Ll Ļļ Mm Nn Ņņ Oo Pp Rr Ss Šš Tt Uu Ūū Vv Zz Žž

## Diakritische Zeichen

### Makron (Āā Ēē Īī Ūū)
Bei allen Vokalen außer dem O ist es das Makron, das eine lange Aussprache des Vokals bezeichnet. Dagegen werden alle Vokale ohne Makron kurz ausgesprochen. Besonders für deutsche Ohren ist das oft ungewohnt. Beispiel: beim Nominativ von Rīga wird das a kurz ausgesprochen, anders als beim Lokativ: Rīgā (deutsche Bedeutung: in Riga). Hier werden beide Vokale lang ausgesprochen.
Das O existiert von der Aussprache her in drei Varianten: kurz, lang oder als Diphthong [uo], die alle durch denselben Buchstaben wiedergegeben werden.

### Hatschek
Die Buchstaben č, š und ž enthalten einen Hatschek.
Die Aussprache ist:
- č wie tsch (IPA = t͡ʃ)

- š wie sch (IPA = ʃ)

- ž wie j in Journal (IPA = ʒ)

### Unterkomma
Die Buchstaben ģ (groß: Ģ), ķ, ļ und ņ enthalten ein Unterkomma. 
Die Aussprache ist:
- ģ wie dj,  also nicht wie dsch in Jeans oder wie das russische weiche „g“ wie in Евгений (IPA = ɟ)

- ķ ebenfalls nicht wie das weiche k im Russischen, sondern wie tj (IPA = c)

- ļ wie lj (IPA = ʎ)

- ņ wie nj (IPA = ɲ)